# Питарела (Козенца)
Питарела је насеље у Италији у округу Козенца, региону Калабрија.
Према процени из 2011. у насељу је живело 112 становника. Насеље се налази на надморској висини од 482 м.